# Anini, Buzău
Anini (în trecut, Valea Iepei) este un sat în comuna Cozieni din județul Buzău, Muntenia, România. Se află în zona Subcarpaților de Curbură.